# Lutz Liwowski
Lutz Liwowski, född den 30 juli 1987 i Düsseldorf, Västtyskland, är en tysk kanotist.
Han tog bland annat VM-guld i K-1 1000 meter i samband med sprintvärldsmästerskapen i kanotsport 1999 i Milano.